# Lone Dybkjær

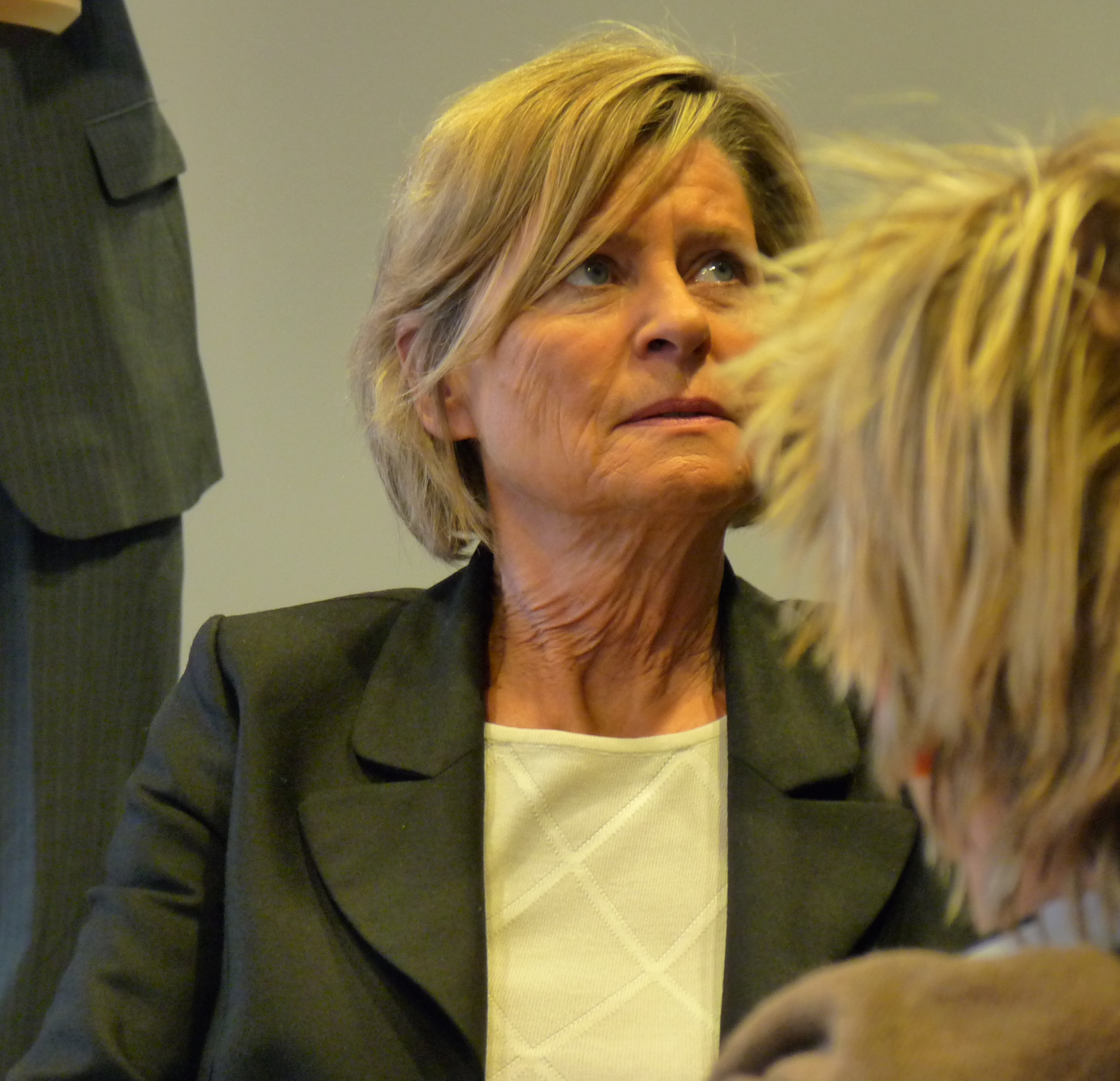
Lone Dybkjær (2009)

Lone Dybkjær (n. 23 mai 1940, Copenhaga, Danemarca – d. 20 iulie 2020, Copenhaga, Regiunea Hovedstaden, Danemarca) a fost o politiciană daneză, membră a Parlamentului European în perioada 1999-2004 din partea Danemarcii. Era căsătorită cu Poul Nyrup Rasmussen, fost prim-ministru al Danemarcei și președintele Partidului Socialiștilor Europeni.